# Keith Carlock
Keith Carlock, ameriški jazzovski bobnar, * 1971, Clinton, Misisipi, Združene države Amerike. 
Keith Carlock je ameriški jazz bobnar. 

## Kariera
Kot bobnar je sodeloval in snemal z mnogimi glasbenimi izvajalci kot so Wayne Krantz, Sting, John Mayer, Steely Dan, James Taylor, Donald Fagen, Walter Becker, Diana Ross, Faith Hill, The Blues Brothers Band, Leni Stern, David Johansen in Harry Smiths, Richard Bona, Chris Botti, Harry Belafonte, Oz Noy, Clay Aiken, Rascal Flatts, Paula Abdul, in Grover Washington, Jr. Carlock je bobnal pri vsaki skladbi album skupine Steely Dan Everything Must Go. Med študijem jazz programa na Univerzi Severnega Teksasa je Carlock študiral pri mnogih znanih profesorjih kot je Ed Soph. Oktobra 2009 je Carlock izdal učni DVD »The Big Picture: Phrasing, Improvisation, Style and Technique«.
Januarja 2014 je Carlock zamenjal dotedanjega bobnarja skupine Toto Simona Phillipsa. Skupaj s skupino je posnel album Toto XIV in z njimi odšel na japonsko turnejo, ki je trajala od aprila do maja 2014.

## Oprema
Carlock uporablja bobne Gretsch, činele Zildjian, opne Evans in udarjalke Vic Firth.

## Zasebno življenje
Trenutno živi v New Yorku skupaj s svojo ženo in hčerkami.